# サイクリング リンリン
「サイクリング リンリン」は、日本の楽曲。作詞：阪田寛夫、作曲：小川寛興、歌：東京荒川少年少女合唱隊。

## 概要
1970年10月、NHKの『みんなのうた』で紹介。
マイカーの普及で「交通戦争」と言われるほど交通事故が多発したこの時期、同年に自転車道路の整備に関する法律が制定されたのを機に、サイクリングを爽やかに歌った楽曲。3番からなり、1番は出発、2番は坂道の様子を歌い、そして3番では「このまま空へ」とファンタジーな内容になっている。映像は実写。
当時はキングレコードから発売された『みんなのうた』関連LPに収録され、その後もキング発売の『みんなのうた』CDに収録されたものの、再放送はされていなかった。だが『みんなのうた発掘プロジェクト』で音声が提供され、2012年10月・11月にラジオのみで42年ぶりに再放送された。

## カバー
- NHK東京児童合唱団　日本コロムビアから発売された「みんなのうた」関連のCDで歌唱を担当。「NHKみんなのうた ベスト40 〜勇気のうた・笑顔のうた〜」に収録されている。
- 西六郷少年少女合唱団　1992年にfontecより発売された「低・中学年用クラス合唱曲集 うたえてのひら」に収録されている。